# Nikolskoje (Beringeiland)
Nikolskoje (Russisch: Никольское) is een dorpje (selo) in kraj Kamtsjatka in het Russische Verre Oosten op Beringeiland, onderdeel van de Komandorski-eilanden. Het is het bestuurlijk centrum van het district Aleoetski van de oblast.
Het dorpje werd gesticht in 1826 door Unganganse kolonisten van Atka-eiland van de Aleoeten. Zij hielden zich bezig met walvisvaren met harpoenen en speren. De visserij en de jacht op walvissen en andere zeezoogdieren vormen er nog steeds de belangrijkste economische activiteiten.